# Kanton Bédarieux
Kanton Bédarieux (francouzsky Canton de Bédarieux) je francouzský kanton v departementu Hérault v regionu Languedoc-Roussillon. Tvoří ho devět obcí.

## Obce kantonu
- Bédarieux
- Camplong
- Carlencas-et-Levas
- Faugères
- Graissessac
- Pézènes-les-Mines
- Le Pradal
- Saint-Étienne-Estréchoux
- La Tour-sur-Orb